# Solbjørg Højfeldt

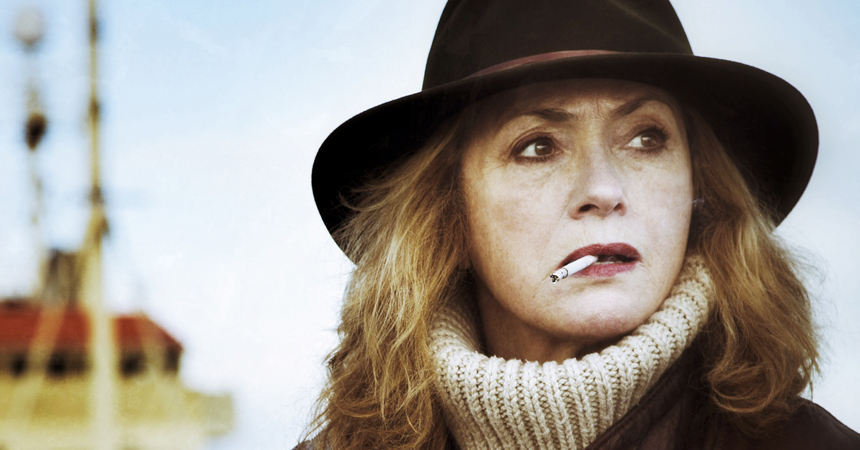
Solbjørg Højfeldt bei der Aufführung des Stückes Eine Frau bei 1000 Grad im Folketeatret, 2017.

Solbjørg Højfeldt (* 10. Juni 1947 in Kopenhagen) ist eine dänische Schauspielerin.

## Leben und Wirken
Solbjørg Højfeldt ist die Tochter eines Kopenhagener Möbelhändlers († 1953). Nach ihrem Schulabschluss erlernte sie den Beruf der Laborantin und war bis 1969 auch am Rigshospitalet tätig.
Sie absolvierte an der Schauspielschule des Aalborg-Theaters von 1972 bis 1977 ihre Schauspielausbildung. Ihr Bühnendebüt als Darstellerin hatte sie im Jahr 1976 am Königlichen Theater Kopenhagen. Danach gastierte sie an mehreren Theatern, so auch am Odense Teater, am Gladsaxe-Theater oder am Betty-Nansen-Theater.
Bereits als 6-Jährige stand Højfeldt als Kinderdarstellerin an der Seite von Ib Schønberg in der Vater-hoch-vier-Filmreihe vor der Kamera. Seit 1976 hat Højfeldt bislang in mehr als 80 Film- und Fernsehproduktionen als Schauspielerin mitgewirkt, darunter vorwiegend in Serien. Im Jahr 1982 wurde Højfeldt als Beste Hauptdarstellerin mit dem Bodil ausgezeichnet. 2016 erhielt sie den Lauritzen-Preis.
Højfeldt ist zudem als Synchronsprecherin für Animationsfilme und Zeichentrickfilme tätig.

## Privates
Solbjørg Højfeldt war in erster Ehe mit dem Schauspieler Søren Thomsen verheiratet, mit dem sie einen Sohn hat.
In zweiter Ehe ist Højfeldt seit dem 23. Juni 1985 mit dem Schauspieler Henning Jensen verheiratet. Das Paar lebt in Kopenhagen und hat keine Kinder.

## Filmografie (Auswahl)
- 1980: Verden er fuld af børn
- 1981: Langturschauffør
- 1981: Slingrevalsen
- 1983: Zappa
- 1984: Rainfox
- 1984: Privatdetektiv Anthonsen (Anthonsen, Fernsehserie)
- 1986: Die Augen des Wolfes (Oviri)
- 1988: Medea
- 1988–1989: Station 13
- 1989: Zeit der Rosen (Flickan vid stenbänken, Fernsehserie)
- 1991: Die Jungen von St. Petri (Drengene fra Sankt Petri)
- 1993: Die Jagd nach dem magischen Wasserrad (Den korsikanske biskopen, Miniserie)
- 1994–2022: Hospital der Geister (Riget)
- 1995: Operation Cobra
- 1996: En fri mand
- 1996: Davids bog
- 1997: Gnadenlose Verführung (Sekten)
- 1997: Jacobs liste
- 1998–1999: Taxa
- 1999: Klinkevals
- 2000: Blinkende Lichter (Blinkende lygter)
- 2000: Fruen på Hamre
- 2004: Brothers – Zwischen Brüdern (Brødre)
- 2004: Hannah Wolfe
- 2007: Kommissarin Lund – Das Verbrechen (Forbrydelsen, Fernsehserie)
- 2008: Sommer (Fernsehserie)
- 2009: Simon & Malou
- 2015–2018: Ditte & Louise (Fernsehserie)
- 2016: The Day Will Come (Der kommer en dag, Fernsehserie)
- 2017: Darling
- 2017–2018: Die Wege des Herrn (Herrens Veje, Fernsehserie)
- 2018: Die Schwesternschule (Sygeplejeskolen, Fernsehserie)
- 2018: Ditte & Louise (Fernsehfilm)
- 2019: Suicide Tourist – Es gibt kein Entkommen (Selvmordsturisten)
- 2020: Sommerdahl Murders
- 2020: Grow
- 2021: Verdacht/Mord (Forhøret, Fernsehserie)
- 2021: Den som dræber - Fanget af (Fernsehserie)
- 2022: The Viking - Downfall of a Drug Lord (Miniserie)
- 2022: The Dreamer: Becoming Karen Blixen (Drømmeren, Fernsehserie)
- 2023: Bytte bytte baby